# Classic Revival
Classic Revival is een Australische producent van replica's, ofwel specialty cars.
Het bedrijf werd in 1989 aan de Kookaburra Road te Hornsby Heights (New South Wales) opgericht door Ian Deener, die al concessiehouder was van een ander merk en besloot een eigen bedrijf te beginnen, aangezien hij jarenlange ervaring had met racemotoren. Vandaag is het bedrijf gevestigd aan de George Street, nog steeds in Hornsby Heights. Deener ontwierp een uitzonderlijk sterk spaceframe chassis in een composietglasvezelcarrosserie.
Momenteel produceert het Oceanische merk twee modellen:
1. De Classic Revival 250 GTO, een kopie van de gelijknamige Ferrari. Dit is een tweedeurs sportwagen, die is gebaseerd op de Japanse Nissan Fairlady Z
2. De Classic Revival ID 427 Kobra, een kopie van de Britse AC Cobra. Dit is een tweedeurs sportwagen-cabriolet met een V8-motor die is gebaseerd op verschillende modellen van Ford en Jaguar Cars.

De Classic Revival Leitch is een cabrio sportwagen, een namaak van de Britse Lotus Super Seven, maar wordt sinds 2005 niet meer gemaakt.